# Plioviverrops
Plioviverrops — вимерлий рід хижих ссавців з родини гієнових, який жив у міоцені й на початку пліоцену на півдні Європи та в Азії.
Види: Plioviverrops faventinus, Plioviverrops gaudryi, Plioviverrops gervaisi, Plioviverrops guerini, Plioviverrops orbignyi.

## Опис
Ця тварина, хоча і споріднена з нинішніми гієнами, напевно, більше нагадувала мангуста чи цивету. Розміри малі: висота в холці не досягала 30 сантиметрів, а довжина ледве досягала 60 сантиметрів. Зуби нагадували зуби примітивних гієн, таких як Protictitherium.

## Спосіб життя
Plioviverrops мали особливості зубного ряду, які вказують на ймовірну комахоїдну дієту. Однак можливо, що він також живився дрібними хребетними, подібно до іншої примітивної гієни, Protictitherium. Пальцева постава і конформація кінцівок вказують на те, що Plioviverrops був переважно наземною твариною, на відміну від Protictitherium, який міг бути деревним.